# Szkoła Shredu
Szkoła Shredu (ang. Shreducation) – amerykański serial telewizyjny nadawany był przez telewizję Disney XD.

## Fabuła
Serial opowiada o grupie młodych snowboardzistów z całego świata, na których czele stoi zawodowiec Jesse Fulton. Podróżują po całym świecie w poszukiwaniu śniegu, zdobywają dużo umiejętności, występują w zawodach i zdobywają nagrody. Ich marzeniem jest wystąpić na Zimowych Igrzyskach Olimpijskich w 2014 roku.

## Bohaterowie
- Jesse Fulton
- Zachary Stone
- Jake Egan
- Harrison Gray
- Taylor Watling
- Anthony Wolf
- Palmer Taylor
- Scott Brown
- Garrett Warnick
- Josh Warnick

## Wersja polska
Wersja polska: SDI Media Polska

Tekst: Jarosław Westermark

Konsultacja: Marta Goździk

Czytał: Paweł Bukrewicz

## Odcinki
| Nr | Tytuł                                          | Premiera             | Premiera w Polsce |
| -- | ---------------------------------------------- | -------------------- | ----------------- |
| 1  | Just A Proposal                                | 14 września 2009     | 3 kwietnia 2010   |
| 2  | This Is Shreducation                           | 14 września 2009     | 4 kwietnia 2010   |
| 3  | If You're Not Scared, Step It Up               | 14 września 2009     | 10 kwietnia 2010  |
| 4  | The Heaviest Goes First                        | 14 września 2009     | 17 kwietnia 2010  |
| 5  | Boom, Boom, Boom, Undisputed                   | 22 września 2009     | 24 kwietnia 2010  |
| 6  | Part Of The Regimen, Walk To The Beach         | 29 września 2009     | 5 czerwca 2010    |
| 7  | Is 'Yeti' A German Word?                       | 6 października 2009  | 6 czerwca 2010    |
| 8  | All The Big Boys Show Up                       | 13 października 2009 | 12 czerwca 2010   |
| 9  | You Are All Champions                          | 20 października 2009 | 19 czerwca 2010   |
| 10 | No Matter What Happens, I'm Already Stoked     | 27 października 2009 | 20 czerwca 2010   |
| 11 | See What We Do                                 | 3 listopada 2009     | 10 września 2010  |
| 12 | It's The Big One, The Big Show, So Here We Go  | 10 listopada 2009    | 17 września 2010  |
| 13 | It Was Amazing Beyond Everything: See You Soon | 17 listopada 2009    | 24 września 2010  |